# Единство Страны Басков
Единство Страны Басков (баск. Euskal Herria Bildu, сокращённо EH Bildu) — баскская националистическая леворадикальная коалиция. В состав коалиции входят партии «Баскская солидарность», «Альтернатива» и Sortu, до 2017 года в коалицию входила партия «Аралар».
Основана в 2011 году как «Bildu» («Единство»). Первое время после основания коалиции было отказано в официальной регистрации а связи со связями с партией Батасуна — политическим крылом баскской террористической группировки ЭТА, однако 5 мая 2011 года Конституционный суд Испании позволил коалиции участвовать в выборах.

## Идеология
Коалиция выступает за создание независимого от Испании и Франции баскского государства, построенного на принципах социального равенства.

## Результаты выборов

### Региональные выборы

#### Выборы вБаскский парламент
| Год  | Голоса  | % голосов | Мандаты  |
| ---- | ------- | --------- | -------- |
| 2012 | 277 923 | 24,67     | 21 из 75 |
| 2016 | 225 172 | 21,13     | 18 из 75 |
| 2020 | 249 580 | 27,60     | 21 из 75 |

#### Выборы вПарламент Наварры
| Год  | Голоса | % голосов | Мандаты |
| ---- | ------ | --------- | ------- |
| 2011 | 42 916 | 13,28     | 7 из 50 |
| 2015 | 48 166 | 14,25     | 8 из 50 |
| 2019 | 50 631 | 14,54     | 7 из 50 |
| 2023 | 56 535 | 17,13     | 9 из 50 |

### Выборы в Генеральные кортесы

#### Выборы в Конгресс депутатов
| Год           | Голоса  | % голосов | Мандаты  |
| ------------- | ------- | --------- | -------- |
| 2015          | 219 125 | 0,87      | 2 из 350 |
| 2016          | 184 713 | 0,77      | 2 из 350 |
| 2019 (апрель) | 259 647 | 0,99      | 4 из 350 |
| 2019 (ноябрь) | 277 621 | 1,14      | 5 из 350 |
| 2023          | 333 362 | 1,36      | 6 из 350 |

#### Выборы в Сенат
| Год           | Голоса  | % голосов | Мандаты  |
| ------------- | ------- | --------- | -------- |
| 2015          | 564 575 | 0,85      | 0 из 208 |
| 2016          | 587 650 | 0,90      | 0 из 208 |
| 2019 (апрель) | 647 201 | 0,90      | 1 из 208 |
| 2019 (ноябрь) | 842 993 | 1,33      | 1 из 208 |
| 2023          | 994 268 | 1,43      | 4 из 208 |

### Выборы в Европейский парламент
| Год  | Голоса | % голосов | Мандаты |
| ---- | ------ | --------- | ------- |
| 2014 |        |           | 1 из 54 |
| 2019 |        |           | 1 из 59 |
| 2024 |        |           | 1 из 61 |